# Wratjesplatbek
De wratjesplatbek (Heringia brevidens) is een vliegensoort uit de familie van de zweefvliegen (Syrphidae). De wetenschappelijke naam van de soort werd voor het eerst geldig gepubliceerd in 1865 door Johann Egger.